# 広島瓦斯電軌H形電車
広島瓦斯電軌H形電車（ひろしまがすでんきHがたでんしゃ）は、広島瓦斯電軌（後の広島電鉄）が1930年（昭和5年）に新製した、宮島線（鉄道線）専用の電車である。
市内線（路面電車）の車両に対して床の地表からの高さが高かったため、「高床車」とも呼ばれた。
1939年（昭和14年）の形式称号改訂に際して1030形と形式称号を改め、終始宮島線において運用された。

## 沿革
宮島線の輸送力増強を目的として、1930年（昭和5年）に川崎車輌と藤永田造船所において5両が新製された。車番はF形電車の続番である16 - 20が付与された。
鉄道線用の車両としては初の半鋼製車体を採用した、全長13m級のボギー車である。また、東洋電機製造製のES-157電動カム軸式間接自動制御装置を搭載し、広島瓦斯電軌初の総括制御が可能な間接制御車として落成した。スタイルは前面が平妻になり、窓上辺の丸みもなくなった他はC形・D形・F形とほぼ同じ。前照灯は初期は窓下に1灯だったが、後に前面表示幕の撤去と併せて屋根上に移設している。塗色は初期が上が灰色で下が青のツートン、戦後が上がクリーム色で下がサマーオレンジのツートンだった。この配色は、その後の宮島線専用車の標準色となっている。集電装置は初期がシングルポールで、1943年（昭和18年）2月に低い櫓状の台座を持つパンタグラフへ変更されている。
1938年（昭和13年）11月11日に発生した千田町車庫（現・千田車庫）の火災において20が車体を焼失した。同車は自社工場において修復工事が実施され、復旧後は屋根が鋼板仕上げとなり張り上げ屋根仕様となったことから、他の車両と外観が異なる異端車となった。
翌1939年（昭和14年）の形式称号改訂に際して、H形16 - 20は1030形1030 - 1034（1034は初代）と改称・改番された。
1950年（昭和25年）に全車を対象に収容力向上を目的として車体延長工事を自社工場において施工し、車体長が約2,000mm延長された。また翌1951年（昭和26年）には車番のゼロ起番廃止に伴って1030を1034（2代）へ、張り上げ屋根仕様の1034（初代）を1035へそれぞれ改番した。

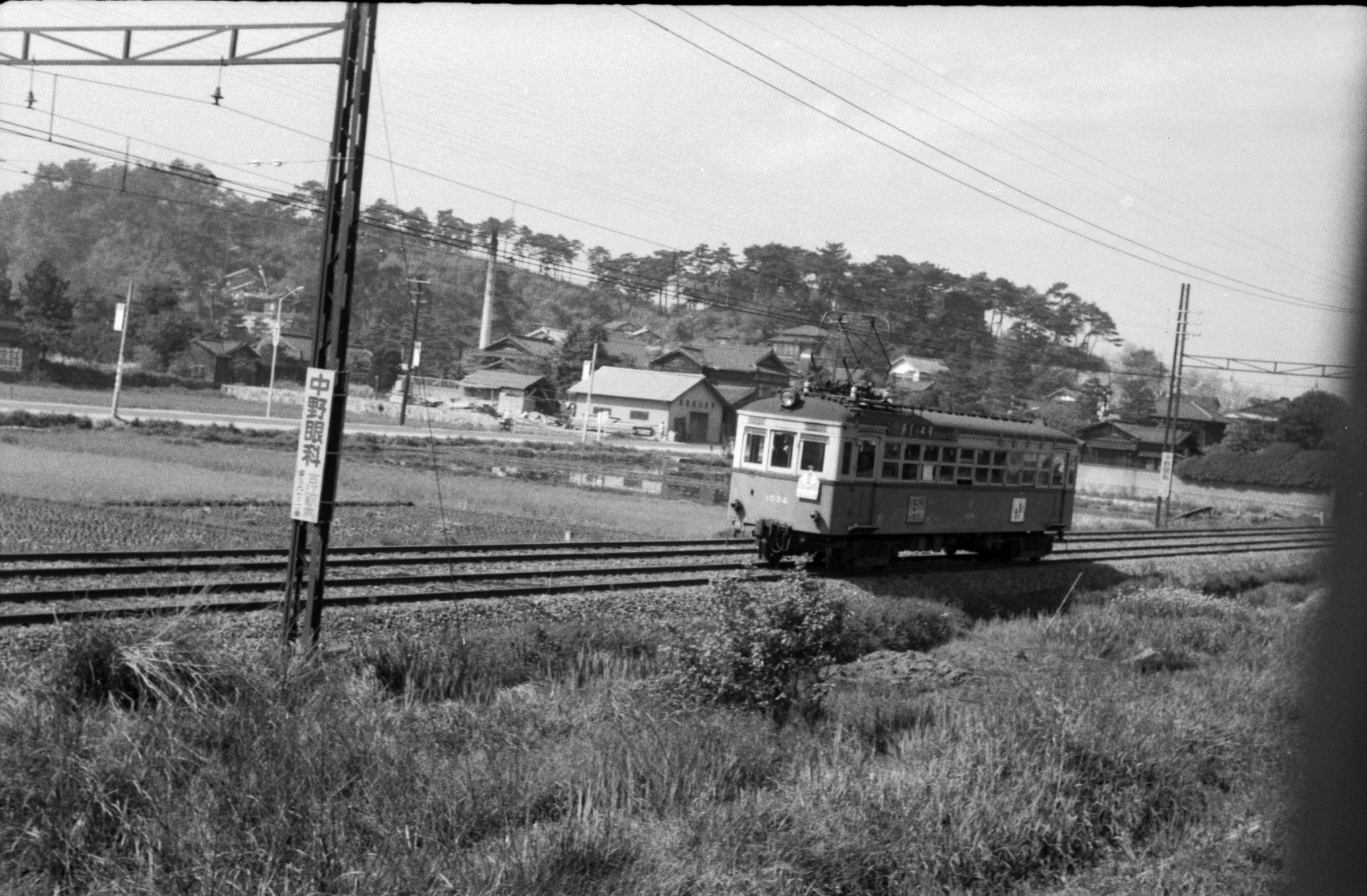
広島電鉄　1034号　昭和38年　宮島線

後年の新型車両導入に伴って1031・1034が1978年（昭和53年）9月5日付で除籍となって淘汰が開始され、最後まで残存した1033が1985年（昭和60年）4月15日付で除籍となって1030形は形式消滅した。廃車後は全車両が解体されている。

## 車歴
|                | 車番 | 竣功       | 改番 （1939年） | 改番 （1951年） | 廃車           | 備考                                   |
| -------------- | ---- | ---------- | --------------- | --------------- | -------------- | -------------------------------------- |
| H形 （1030形） | 16   | 1930年12月 | 1030            | 1034 II         | 1978年9月5日   |                                        |
| H形 （1030形） | 17   | 1930年12月 | 1031            | –               | 1978年9月5日   |                                        |
| H形 （1030形） | 18   | 1930年12月 | 1032            | –               | 1979年12月31日 |                                        |
| H形 （1030形） | 19   | 1930年12月 | 1033            | –               | 1985年4月15日  |                                        |
| H形 （1030形） | 20   | 1930年12月 | 1034 I          | 1035            | 1980年12月31日 | 千田町車庫火災被災車。張り上げ屋根仕様 |